# بلخ شیر مزاری
بلخ شیر مزاری (به اردو: بلخ شیر مزاری؛ زادهٔ ۸ ژوئیهٔ ۱۹۲۸ – درگذشتهٔ ۴ نوامبر ۲۰۲۲) یک سیاستمدار بلوچ اهل پاکستان بود. وی از ۱۸ آوریل تا ۲۶ مه ۱۹۹۳ نخست‌وزیر این کشور بود. او همچنین سردار طایفه مزاری از قبایل بلوچ ساکن پنجاب، سند و بلوچستان بود.

## مرگ
مزاری در چهارم نوامبر ۲۰۲۲ در سن ۹۴ سالگی درگذشت.